# Москос, Чарльз
Чарльз Москос (англ. Charles Moskos; 20 мая 1934 года, Чикаго — 31 мая 2008 года, Санта-Моника) — американский военный социолог. Известен как автор политики Вооружённых сил США в отношении военнослужащих гомосексуалов и представителей других сексуальных меньшинств под названием «Не спрашивай, не говори».
Родился в семье греческих иммигрантов.
Получил степень магистра и доктора в Калифорнийском университете в Лос-Анджелесе. Во время войны во Вьетнаме проводил на местах изучение американских военнослужащих.
Преподавал в течение двух лет в Мичиганском университете, затем работал профессором Северо-западного университета.
Был членом Американо-греческого прогрессивного просветительского союза.
Умер от рака простаты.